# Marby landskommun
Marby landskommun var en tidigare kommun i Jämtlands län. 

## Administrativ historik
Marby landskommun inrättades i Marby socken i Jämtland när 1862 års kommunalförordningar trädde i kraft 1863. Den upphörde vid kommunreformen 1952, då den gick upp i Hallens landskommun. Sedan 1974 tillhör området Åre kommun.

## Kommunvapen
Marby landskommun förde inte något vapen.

### Fotnoter
1. ↑  Andersson, Per (1993). Sveriges kommunindelning 1863–1993. Mjölby: Draking. Libris 7766806. ISBN 91-87784-05-X